# Herb powiatu kołobrzeskiego
Herb powiatu kołobrzeskiego – jeden z symboli powiatu kołobrzeskiego, ustanowiony 14 kwietnia 2005.

## Wygląd i symbolika
Herb przedstawia na tarczyna tarczy dwudzielnej w słup w polu pierwszym srebrnym gryfa czerwonego wspiętego zwrócone w lewo ponad dwoma błękitnymi pasami falistymi, w polu drugim błękitnym dwa skrzyżowane pastorały złote, a na nich infułę biskupią czerwoną ze złotym obłożeniem .